# 雪山部
雪山部或雪山住部（梵語：Haimavata；巴利語：Hemavatika、Hemavataka），又名上座弟子部，部派佛教二十部之一，根源於本上座部，流傳於雪山地區。

## 歷史
雪山（Himavā/Himālaya）一般認為就是喜馬拉雅山區。
漢傳佛教傳說，在根本分裂之後，佛滅後第三百年初（即佛滅二百多年後），在迦濕彌羅國上座部僧團中，從摩揭陀國遷來的說一切有部一時極盛，形成主要的派系。而遵守傳統學說的先上座部僧侶，移居雪山之中，稱為雪山部。
基於《大史》將雪山部與其他被認為是大眾部支派的部派一併提出的記載，有人認為雪山部源出大眾部。
在桑奇的大佛塔銘文中，記載數位傳法長老的名號，有「末示摩」Majjhima（或拼作Madhyama） 以及全雪山部的傳教導師「迦葉波俱特羅」Kāsapagota（或拼作Kassapagotta、Kasyapagotra），印證在華氏城結集後，Majjhima 末示摩尊者前往Himavanta雪山傳教的記載。有人推測這兩位也是飲光部的開祖。

## 學說
《異部宗輪論》記載：
|  | 其雪山部本宗同義：謂諸菩薩猶是異生，菩薩入胎不起貪愛。無諸外道能得五通，亦無天中住梵行者。有阿羅漢為餘所誘，猶有無知，亦有猶豫，他令悟入，道因聲起。餘所執多同說一切有部。 |

在宗義上，雪山部認可大天五事，而《大毘婆沙論》和《異部宗輪論》認定這是大眾部提出的並導致了根本分裂，究其原因，要么是雪山部忘卻了傳統，要么是五事諍論實際上發生在最早記載五事的《發智論》所處的時代，其他宗義則類同於說一切有部。

## 存世經典
《毘尼母經》，引用了三部律主尊者彌沙塞、尊者迦葉惟和尊者薩婆多的言論，並提及了律主曇無德，金倉圓照據「雪山中五百比丘」等語，推論是雪山部傳承的戒經，亦即出自先上座部。也有人以和《四分律》多處記事相同，認為是法藏部。